# Brian Birch
Brian Birch (Città di Salford, 18 novembre 1931 – Sudafrica, 1989) è stato un allenatore di calcio e calciatore inglese, di ruolo attaccante.

## Carriera
Il 27 agosto 1949 debutta con la maglia dei Red Devils contro il West Bromwich (1-1). Sarà la sua unica presenza stagionale. Il 25 novembre del 1950, sempre contro il WBA, decide l'incontro segnando il definitivo 1-0. Nella settimana seguente apre le marcature contro il Newcastle Utd, consentendo allo United di vincere il match 2-1. Il 6 gennaio 1951 marca il suo primo gol in FA Cup, contro l'Oldham Athletic (4-1).
Nel marzo 1952 passa al Wolverhampton in cambio di £ 10.000. Termina l'esperienza al Manchester United con 15 presenze e 5 gol tra campionato e FA Cup.
Negli anni settanta inizia la carriera di allenatore: vince subito tutto inanellando una storica tripletta nel 1972, conquistando campionato, coppa e Supercoppa di Turchia, poi vince nuovamente il campionato nel 1973. Negli anni successivi guida prima l'Ethnikos Pireo in Grecia, poi l'Helsingborgs in Svezia prima di tornare al Galatasaray negli anni ottanta. Non riesce a trovare altri titoli e la sua seconda esperienza turca dura un anno e mezzo, quindi è esonerato. Nel 1987 si siede sulla panchina dell'Ankaragücü per tre match prima di essere esonerato.

## Palmarès
- Campionato turco: 2

Galatasaray: 1971-1972, 1972-1973
- Coppa di Turchia: 1

Galatasaray: 1971-1972
- Supercoppa di Turchia: 1

Galatasaray: 1972